# Talgo VIII
El Talgo VIII, también llamado Talgo 8, es una serie de composiciones sin tracción derivadas del Talgo VII, el cual cuenta con remolque-cabina, y fue diseñada para los Estados Unidos cumpliendo con su normativa (Crash energy management, CEM, y Crashworthiness).

## Historia
Los coches de pasajeros de la Serie 8 son similares a los coches de la Serie VII, pero el furgon diésel (No presentes en los Talgo VII) en un extremo del tren tiene una cabina de control para operación push-pull y un bogie final de dos ejes. Estos trenes están diseñados para el mercado norteamericano. Talgo llegó a un acuerdo en 2009 para construir una instalación de fabricación en Wisconsin que inicialmente suministraría dos trenes de 14 coches para el Hiawatha Service de Amtrak hasta que se cancelara el proyecto. La empresa expresó su esperanza de que la planta se utilizara más adelante para construir trenes para otros proyectos ferroviarios estadounidenses.
A principios de 2010, el Departamento de Transporte de Oregón anunció que había negociado la compra de dos trenes de 13 coches para su uso en el corredor ferroviario del Noroeste del Pacífico entre Eugene y Vancouver, Columbia Británica. Estos trenes también se fabricaron en Wisconsin y se entregaron en 2013. Actualmente, los trenes están funcionando en el corredor "Cascades" en el noroeste del Pacífico. Se han integrado con los cinco conjuntos existentes en servicio regular. Los trenes de la Serie 8 ofrecen a los pasajeros muchas comodidades modernas, como Wi-Fi de alta velocidad, asientos reclinables y un bistro de servicio completo y un coche salón.
En 2014, el estado de Míchigan expresó interés en operar los automóviles Talgo 8 sin usar para su servicio Amtrak Wolverine. Tres años después, Amtrak propuso arrendar o comprar los coches no utilizados tras el descarrilamiento del tren en Washington en 2017. Finalmente, los dos trenes se vendieron a Nigeria para su uso en el Metro de Lagos.